# Солтан Хусейн II
Солтан Хусейн II (перс. شاه سلطان حسین دوم д/н —1753) — шах Ірану в 1752—1753.

## Життєпис
Належав до династії Сефевідів по материнській ліній. Був сном Іффат-Нізам-бегум, доньки шаха Тахмаспа II. У 1751 Алі Мардан-хан Бахтарі, один з фактичних правителів Ірану, вступив у відкрите протистояння зі своїм співволодарем Карім Хан Зандом. Спочатку Алі Мардан-хан керував від імені шаха Ісмаїла III, але у 1752 той втік та перейшов на бік Карім Хан Занда.
Наприкінці 1752 або на початку 1753 Алі Мардан-хан оголосив шахом Хусейна, як Солтан Хусейна II. Втім останній був номінальним володарем. Після поразки у червні 1753 військ Алі Мардан-хана Солтан Хусейна II було страчено.